# Mistrovství světa v zápasu ve volném stylu 2006
Mistrovství světa v zápase ve volném stylu 2006 se uskutečnilo v Kanton, Čína. 

## Výsledky

### Volný styl muži
| Kategorie | Zlato               | Stříbro                   | Bronz              | Bronz            |
| --------- | ------------------- | ------------------------- | ------------------ | ---------------- |
| 55 kg     | Radoslav Velikov    | Besik Kuduchov            | Namig Abdullajev   | Sammie Henson    |
| 60 kg     | Morad Mohammadí     | Mike Zadick               | Noriyuki Takatsuka | Mavlet Batyrov   |
| 66 kg     | Bill Zadick         | Otar Tušišvili            | Geandry Garzón     | Andrij Stadnyk   |
| 74 kg     | Ibragim Aldatov     | Ali Asghar Bazri          | Soslan Tydžyty     | Donny Pritzlaff  |
| 84 kg     | Sadžid Sadžidov     | Revaz Mindorašvili        | Rezá Jazdání       | Zaurbek Sochijev |
| 96 kg     | Chadžimurat Gacalov | Giorgi Gogšelidze         | Michel Batista     | Ruslan Šejchov   |
| 120 kg    | Artur Tajmazov      | Kuramagomed Kuramagomedov | Fardin Masoumi     | Ruslan Basijev   |

### Volný styl ženy
| Kategorie | Zlato             | Stříbro            | Bronz             | Bronz               |
| --------- | ----------------- | ------------------ | ----------------- | ------------------- |
| 48 kg     | Chiharu Icho      | Ren Xuecheng       | Iwona Sadowska    | Francine De Paola   |
| 51 kg     | Hitomi Sakamotová | Lyndsay Belisleová | Patricia Miranda  | Alena Adashinskaya  |
| 55 kg     | Saori Jošidaová   | Mariya Yahorava    | Minerva Montero   | Ida-Theres Karlsson |
| 59 kg     | Ayako Shoda       | Su Lihui           | Alka Tomar        | Nataliya Synyshyn   |
| 63 kg     | Kaori Ičová       | Xu Haiyan          | Monika Rogien     | Helena Allandi      |
| 67 kg     | Jing Ruixue       | Martine Dugrenier  | Maria Müller      | Eri Sakamoto        |
| 72 kg     | Stanka Zlatevová  | Kyoko Hamaguchi    | Elena Perepelkina | Kristie Marano      |

## Týmové hodnocení
| Pořadí | Muži volný styl | Muži volný styl | Ženy volný styl | Ženy volný styl |
| Pořadí | Tým             | Body            | Tým             | Body            |
| ------ | --------------- | --------------- | --------------- | --------------- |
| 1      | Rusko           | 51              | Japonsko        | 67              |
| 2      | Írán            | 44              | Čína            | 41              |
| 3      | USA             | 35              | Kanada          | 30              |
| 4      | Ukrajina        | 33              | Rusko           | 28              |
| 5      | Uzbekistán      | 32              | Bělorusko       | 24              |
| 6      | Gruzie          | 32              | Německo         | 23              |
| 7      | Bělorusko       | 23              | USA             | 22              |
| 8      | Bulharsko       | 22              | Ukrajina        | 22              |
| 9      | Kuba            | 18              | Polsko          | 19              |
| 10     | Ázerbájdžán     | 16              | Švédsko         | 19              |